# بيكو (جزين)
بیکو (بالفارسية: بیکو) هي قرية تقع في إيران في قسم جزين الريفي. يقدر عدد سكانها بـ 7 نسمة بحسب إحصاء 2016.